# Comtat d'Ègara

Escut de Terrassa, Vallès Occidental, actual localitat que en la Hispània romana es denominava Ègara.

El Comtat d'Ègara és un títol nobiliari espanyol creat el 26 de maig de 1926 pel rei Alfons XIII a favor de l'industrial Alfons Sala i Argemí, Ministre de la Corona, Senador del Regne, etc.
La seva denominació fa referència a Ègara, antiga localitat de l'època romana d'Hispània, avui anomenada Terrassa, província de Barcelona.

## Comtes d'Ègara
|                         | Titular                 | Període                 |
| Creació per Alfons XIII | Creació per Alfons XIII | Creació per Alfons XIII |
| ----------------------- | ----------------------- | ----------------------- |
| I                       | Alfons Sala i Argemí    | 1926-1945               |
| II                      | Antoni Sala i Amat      | 1946-1970               |
| III                     | Alfons Sala i Par       | 1971-2014               |
| IV                      | Antoni Sala i Cantarell | 2015-actualitat         |

## Història dels Comtes d'Ègara
- Alfons Sala i Argemí (1863-1945), I comte d'Ègara.

1. Va casar amb Mercè Amat i Brugada. Li va succeir, en 1946, el seu fill:

- Antoni Sala i Amat (1898-1970), II comte d'Ègara.

1. Va casar amb Maria Par Espina. Li va succeir el seu fill:

- Alfons Sala i Par, (1971-2014) III comte d'Ègara.

- Antoni Sala i Cantarell, (2015-actualitat) IV comte d'Ègara.